# تارا (رودخانه)
تارا (به لاتین: Tara) یک رود در مونته‌نگرو است که در Montenegro, Bosnia and Herzegovina واقع شده‌است.